# Tonkinula aurofasciata
Tonkinula aurofasciata es la única especie de escarabajo del género Tonkinula, familia Buprestidae. Fue descrita por Obenberger en 1923.
Se distribuye por Asia, en Tailandia y Camboya.